# Joaquín Ferreira
Joaquín Ferreira (Buenos Aires, 28 de abril de 1986) é um ator argentino, modelo e ex-ator pornográfico, mais conhecido por seu papel como Potro Romani na série de comédia dramática da Netflix, Club de Cuervos.

## Vida e carreira
Ferreira nasceu e cresceu em Buenos Aires, Argentina. Frequentou a Universidade de Buenos Aires e a Universidade de Palermo, onde terminou sua carreira em design gráfico. Na Argentina, Ferreira atuou na pornografia sob o nome de David Dynamo. Mais tarde, ele se mudou para o México e, em 2015, conseguiu um papel na primeira série original em espanhol da Netflix, Club de Cuervos. Em 2016, estreou no teatro na comédia 23 centimetros, aparecendo no palco totalmente nu com o pênis ereto. Em 2018, ele estrelou o spin-off de Club de Cuervos, Yo, Potro.
Ferreira estrelou as novelas mexicanas Paquita la del Barrio (2017), Tres Milagros (2018) e Doña Flor y sus dos maridos (2019).

## Filmografia
| Ano       | Título                           | Papel              | Notas                    |
| --------- | -------------------------------- | ------------------ | ------------------------ |
| 2015-2019 | Club de Cuervos                  | Potro Romani       | Recorrente, 34 episódios |
| 2017      | Paquita la del Barrio            | Alfonso            | 35 episódios             |
| 2017      | Melocotones                      | Sandro             |                          |
| 2018      | Tres Milagros                    | Fernando Rendón    | 55 episódios             |
| 2018      | Yo, Potro                        | Potro Romani       |                          |
| 2018      | 40 y 20                          | Cantante           | Episódio: "Las groupies" |
| 2019      | Doña Flor y sus dos maridos      | Valentín Hernández | 65 episódios             |
| 2021      | La suerte de Loli                | Octavio            | Papel principal          |
| 2021      | Fondeados                        | Bobby              |                          |
| 2022      | Franklin, historia de un billete | Yelmo              |                          |